# SoIK Hellas

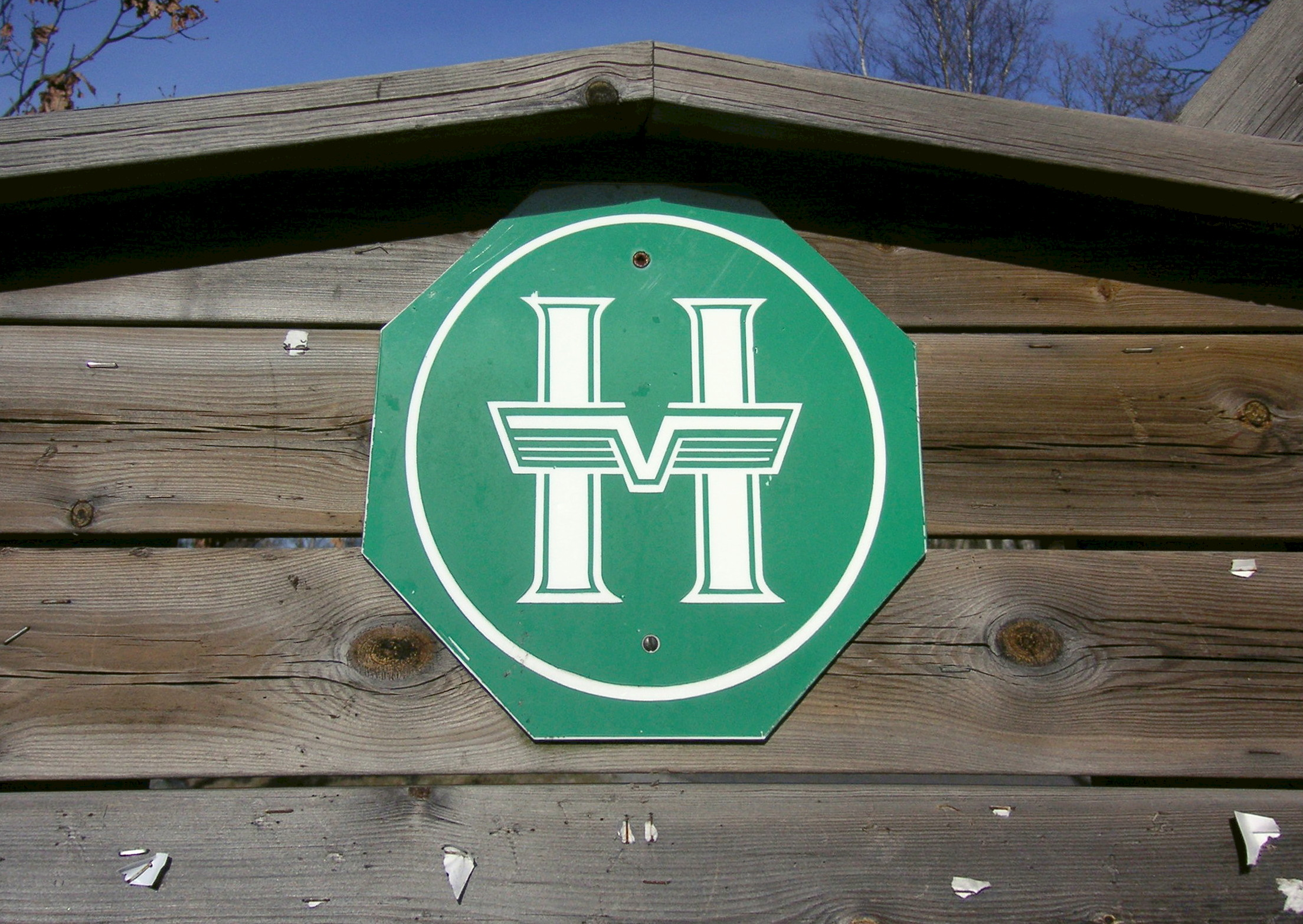

SoIK Hellas (Sim- och Idrottsklubben Hellas, deutsch: Schwimm- und Sportverein Hellas) ist ein schwedischer Sportverein aus Nacka bei Stockholm.
Der Verein wurde am 14. Mai 1899 von Pastor Ernst Klefbeck als Pastorns Gossar (PG) für seine männlichen Konfirmanden gegründet. 1908 wurde der Verein beim Riksidrottsförbundet, dem schwedischen Sportbund, unter dem Namen PG Sim och Idrottsklubb (deutsch: Schwimm- und Sportverein) eingetragen. 1912 wurde der Name dann in Sim- och Idrottsklubben Hellas geändert.
In allen angebotenen Sportarten (Bowling, Leichtathletik, Handball, Orientierungslauf, Schwimmsport und Tennis) konnte der Verein bereits schwedischer Meister werden.
Die Herren-Handballmannschaft spielt in der Saison 2009/2010 in der Division 2 södra, der vierthöchsten schwedischen Spielklasse. Sie errang in ihren besten Zeiten sieben Meistertitel (1936, 1937, 1969–1972 und 1977).
Zu den bekannten Sportlern zählen Sven Bergqvist (Handball) und Arne Andersson (Leichtathletik).

## Orientierungslauf
Die Herrenstaffel des Vereins gewann 1945 die erste Austragung der Tiomila. 1952 folgte bei diesem Wettbewerb ein weiterer Triumph. 2007 gewann die Damenstaffel mit Larissa Stantschenko, Capucine Vercelotti, Kristina Rybakovaite, Irina Petrowa und Tatjana Rjabkina die Tiomila. Die Langdistanzweltmeisterin von 2014, Swetlana Mironowa aus Russland, läuft ebenfalls für Hellas.